# Strandibalonius
Genre
Synonymes
- Homibalonius Roewer, 1915
- Metibalonius Roewer, 1915
- Reclinobunus Roewer, 1915
- Serratobunus Roewer, 1915
- Tripinibunus Roewer, 1915
- Ibalonioides Roewer, 1923
- Celebesia Roewer, 1949 nec Bolivar, 1917
- Fronticonus Roewer, 1949
- Manema Roewer, 1949

Strandibalonius est un genre d'opilions laniatores de la famille des Podoctidae.

## Distribution
Les espèces de ce genre se rencontrent en Océanie et en Asie du Sud-Est.

## Liste des espèces
Selon World Catalogue of Opiliones (02/07/2021) :
- Strandibalonius abnormis (Strand, 1911)
- Strandibalonius biantipalpis (Roewer, 1915)
- Strandibalonius cervicornis (Strand, 1911)
- Strandibalonius esakii (Suzuki, 1941)
- Strandibalonius femoralis (Roewer, 1949)
- Strandibalonius gracilipes (Roewer, 1915)
- Strandibalonius longipalpis (Roewer, 1915)
- Strandibalonius obscurus (Roewer, 1915)
- Strandibalonius oppositus (Roewer, 1927)
- Strandibalonius scaber (Roewer, 1915)
- Strandibalonius spinatus (Roewer, 1949)
- Strandibalonius spinulatus (Roewer, 1915)
- Strandibalonius strucki (Goodnight & Goodnight, 1947)
- Strandibalonius tenuis (Roewer, 1949)
- Strandibalonius triceratops (Kury & Machado, 2018)
- Strandibalonius yalomensis (Suzuki, 1982)

## Publication originale
- Roewer, 1912 : « Die Familien der Assamiiden und Phalangodiden der Opiliones-Laniatores. (= Assamiden, Dampetriden, Phalangodiden, Epedaniden, Biantiden, Zalmoxiden, Samoiden, Palpipediden anderer Autoren). » Archiv für Naturgeschichte, sér. A, vol. 78, no 3, p. 1–242 (texte intégral).